# Сучасні язичницькі погляди на ЛГБТ

Квір-язичницький прапор із пентаграмою та ЛГБТК+ веселкою.

Сучасні язичницькі погляди на ЛГБТ-людей значно відрізняються в різних напрямках, сектах і системах переконань. ЛГБТ-люди складають набагато більший відсоток населення неоязичницьких кіл, ніж більші релігійні групи основної течії. Є деякі популярні неоязичницькі традиції, вірування яких часто суперечать ЛГБТ-спільноті, а також є традиції, які приймають, створюють або очолюють ЛГБТ-люди. Більшість конфліктів стосується гетеронормативності та циснормативності.

## Демографія сучасних язичницьких громад

### Сексуальна орієнтація

Графік даних дослідження Tøllefsen (табл. 14)

Опитування 2003 року, проведене Гелен А. Бергер та її колегами, виявило, що 28,3% американських неоязичників визначені як геї, лесбійки або бісексуальні люди.
У 2013 році опитування неоязичників в Англії, Уельсі, Канаді, Австралії та Новій Зеландії показало, що 49,8% жінок і 44,5% чоловіків ідентифіковані як негетеросексуальні. З негетеросексуальної демографічної групи жінок 78,5% визначені як бісексуалки та 11,2% визначені як лесбійки; з негетеросексуальної демографічної групи чоловіків 55,2% ідентифікували себе як геїв і 37,1% як бісексуалів.
Дослідження, проведене в 2015 році дослідницьким центром Pew Research Center, показало, що 11% респондентів-лесбійок, геїв і бісексуалів ідентифікували себе з нехристиянськими релігіями, значна частина яких є певною формою неоязичництва або міжконфесійних універсалістських вірувань. Це було майже вдвічі більше, ніж загальне населення.

### Стать
У той час як західна неоязичницька спільнота в цілому є гендерно різноманітною, демографічна тенденція до жіночої численності чи домінування. Вищезгадане наукове опитування західних неоязичників у 2013 році виявило, що жінки не тільки були домінуючою неоязичницькою демографічною групою, але й їхня частка зростала в усіх країнах у багатьох досліджуваних країнах. Однак чоловіки, як правило, домінували в певних традиціях, таких як скандинавське язичницьке вірування, друїдство, неошаманізм, церемоніальна магія та Телема.   

#### Історичний гендерний контекст
Поняття «відьма» значно відрізняється в залежності від культури, суспільства, системи вірувань, структур влади, періодів часу та інших соціологічних факторів. Однак у західній культурі відьми переважно вважаються жінками. Це відображено в статистичному аналізі історичних документів, який показує, що зазвичай переслідуваними за чаклунство були жінки в середньому приблизно від 70 до 80 відсотків часу, здебільшого жінки віком понад 50 років. Фактичні практикуючі чаклунство серед населення історично відрізнялися. Як і сьогодні, чоловіки частіше практикували певні дисципліни, прикладом цього була біла магія в досучасній Англії.
Malleus Maleficarum (1486), один із найвідоміших і сумнозвісних текстів про чаклунство, конкретно постулював, що жінки були більш схильні або ймовірніше брати участь у чаклунстві та язичництві, ніж чоловіки, і, таким чином, більшість відьом були жінками. Відомо, що Жан Боден (французький демонолог 16-го століття) стверджував, що жінки в п’ятдесят разів частіше займаються чаклунством.

## Загальнофілософські та богословські питання

### Гендерний дуалізм, есенціалізм і сексуальна орієнтація

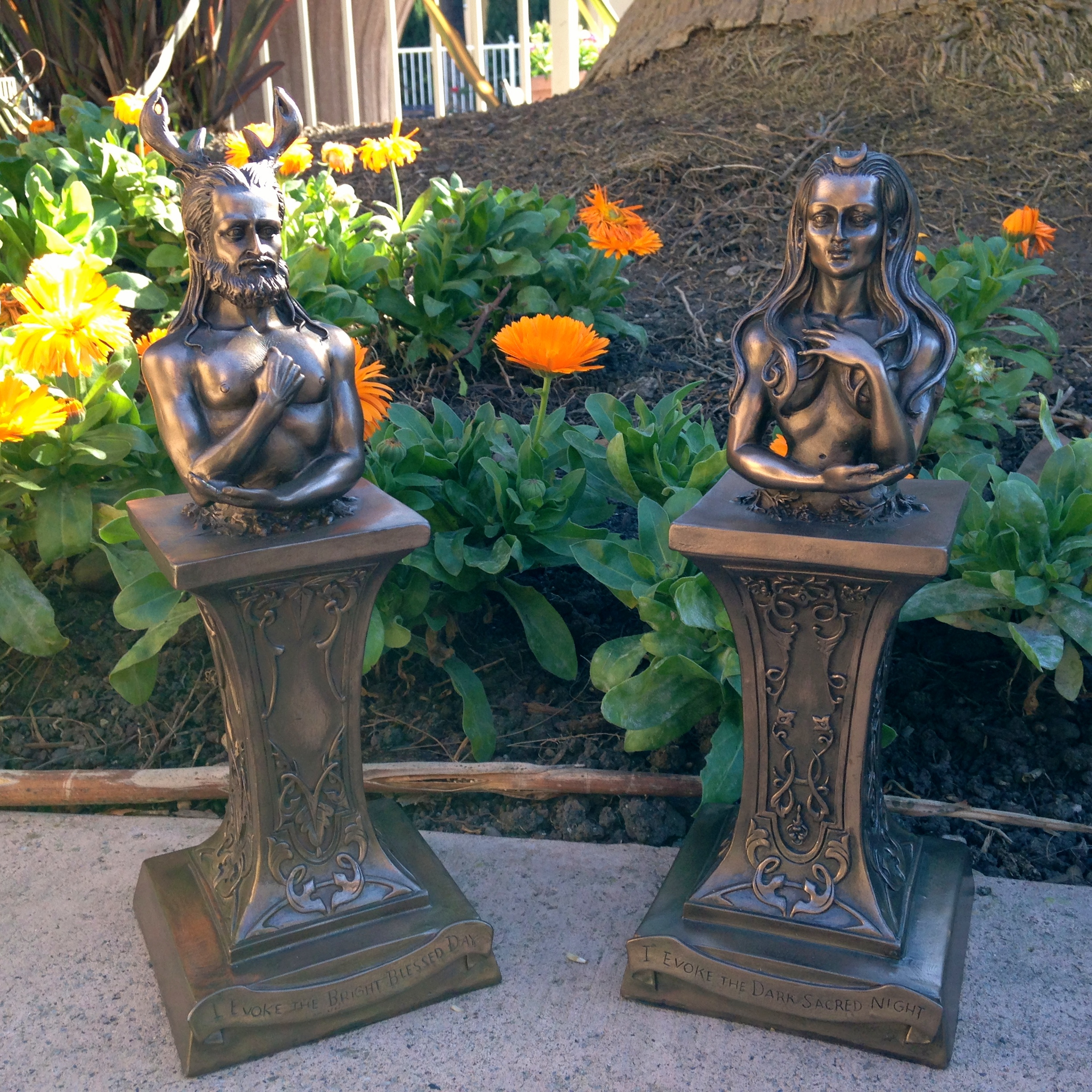
Потрійна богиня (аспект старухи) і рогатий бог, класичне неоязичницьке дуотеїстичне поєднання.

Ідеологічні проблеми, які впливають на сприйняття та взаємодію ЛГБТК у сучасній язичницькій спільноті, часто випливають із традиційно дуалістичної космології, погляду, який зосереджується на двох головних і часто опозиційних категоріях. У сучасному язичництві це традиційно розглядається навколо сексуальності, зокрема гетеросексуальності, на основі гендерної бінарності, яка призначається через геніталії при народженні (іншими словами, гендерний есенціалізм.)
Бінарний гендерний есенціалізм дуже присутній у неоязичницьких спільнотах та їхніх відповідних теологічних/філософських системах переконань. [13] Самі язичницькі джерела, такі як Язичницька федерація Великобританії, висловлюють подібні погляди. Основа різниці зазвичай відображається в дискусії про духовну енергію, яка традиційно вважається чоловічою або жіночою за типом і властива тим, хто народився в будь-якій бінарній статі. [15]
Яскравим прикладом цієї віри є дуотеїстичне шанування пари Бог-Богиня, часто Трилика Богиня та Рогатий Бог, пара, яку використовують віккани. [16] Богиня (представляє жіноче начало ) традиційно вважається сприйнятливою, родючою, піклуючою та пасивною (в образі Місяця ), тоді як Бог (уособлює чоловіче начало ) як запліднювач, мисливець і активний/агресивний (відображається як Сонце ). [17]  Джанет Фаррар, відома вікканська жриця та автор, описала це як прийняття інь та ян у західній язичницькій практиці.
Цей подвійний ґендерний архетип традиційно розглядається як гетеросексуальний, переконання, яке відображається в теології багатьох неоязичницьких систем вірувань , а також у таких практиках, як магія та заклинання, для виконання яких традиційні секти вимагають гетеросексуальної динаміки. [21] Це може бути боротьбою для ЛГБТК-язичників, які вважають, що приклад подвійності не відображає їхніх власних почуттів і бажань.
Літургію пари божеств часто асоціюють есенціалістськими способами. Потрійна Богиня асоціюється з репродуктивним розвитком і припиненням цисгендерної жінки в її трьох аспектах: Дівчині, Матері та Старусі. Початок життя, Діва (молода жінка) уособлює незайманий передпідлітковий вік. Після менархе жінка досягає повноліття і перетворюється на аспект Матері (дорослої жінки), яка тепер нібито здатна до відтворення. Після менопаузи жінка втрачає свою репродуктивну здатність, яку раніше мала, перетворюючись на аспект Крони (зріла жінка). Вважається, що Місяць символізує менструальний цикл, і багато язичників вірять, що вони пов'язані між собою. Так само Рогатий Бог асоціюється з репродуктивною здатністю цисгендерних чоловіків. Фалічна символіка, як-от однойменні роги, символізує пеніс і пов’язану з ним репродуктивну функцію.

### Новітні історичні погляди на сексуальність і гендер
На зорі неоязичництва в середині 20-го століття гетеросексуальний дуалізм був найкращим прикладом у « Великому обряді » британської традиційної Вікки, однієї з перших помітних неоязичницьких ідеологічних груп. У цьому обряді священик і жриця «були відведені в суворо гендерні, гетеронормативні ролі», в яких пара виконувала символічне або буквальне представлення гетеросексуального зносини, що вважалося життєво важливим для вшанування надприродних істот і здійснення магії. Примітно, що ранні неоязичницькі погляди на секс були радикальними для свого часу у своїй сексуальній позитивізм та мовчазному прийнятті БДСМ. 
Пізніше у 20-му столітті, коли Вікка поширилася в Північній Америці, вона включала елементи контркультури, фемінізму другої хвилі та ЛГБТК. Есенціалістична ригідність коливалася під впливом уявлень Карла Юнга про аніму та анімус, а негетеросексуальні орієнтації стали більш прийнятними.   До 1980-х і 1990-х років такі особистості, як Вівіанна Кроулі та Стархоук, продовжували еволюцію вірувань. Кроулі пов’язував бінарність Юнга з класичними елементами, якими володіють усі: жіноче/ аніма з водою і чоловіче/ анімус з вогнем. Starhawk, дотримуючись поглядів, подібних до Кроулі у своєму виданні 1979 року своєї основоположної книги «Танець по спіралі», у виданні 1999 року почала повністю ставить під сумнів поділ на чоловіче та жіноче, натомість зосереджуючись на рисах, а не на гендерних архетипах.  
На початку 21-го століття квір -неоязичники та їхні секти почали публічніше заявляти про себе. Ці групи, пов’язані з ЛГБТК, «кинули виклик гендерному есенціалізму, що залишився в сексуальній полярності, яка досі практикується», яка залишилася в певних Вікка та феміністських неоязичницьких анклавах. Більш широке вивчення та прийняття квір-і трансгендерних постатей почалося не лише для прихильників, але й для божеств і міфологічних персонажів. Крім того, сексуальний позитивний настрій і БДСМ були повернуті в активне дослідження та прийняття. 

## Проблеми ЛГБТК у конкретних сектах, шляхах і традиціях

Пентакль, вписана пентаграма, один із найпоширеніших символів Вікки.

### Вікка
Вікканські традиції містять широкий спектр різних вірувань щодо сексуальної орієнтації та гендерної ідентичності. Однак багато практикуючих вважають Вікку релігією народжуваності. Стархоук написала у своїй книзі Dreaming the Dark 1982 року: «Сексуальність була таїнством у Старій Релігії; вона розглядалася (і розглядається) як потужна сила, через яку можна було безпосередньо пізнати цілющу, плодотворну любов іманентної Богині, і її можна було отримати. щоб живити світ, прискорювати родючість у людей і в природі».
Більшість вікканців поклоняються  Триликій Богині та Рогатому Богу проф. Мелісса Гаррінгтон, пишучи про сексуальність і Вікку, зазначила, що самі Богиня та Бог, а також Колесо року, яке їх вшановує, є «переважно гетеросексуальною моделлю», також уточнюючи, що сексуальна активність зазвичай є сакраментальною для вікканців.
Крім того, центральна частина вікканської літургії включає Великий обряд, акт фактичного або символічного ритуального статевого акту між двома божествами. Традиційно це виконується священиком і жрицею, які закликають божеств, і традиційна практика, здається, виключно гетеросексуальна. Коли це виконується «за символом», це передбачає опускання атами (що представляє пеніс) у чашу (що представляє вагіну).
Гарднерійські та александрійські групи зазвичай формують свої ковени виключно з пар чоловік-жінка. Кремер пише: « Британська традиційна Вікка 1950-х і 1960-х років розглядала чоловічу та жіночу енергії як абсолютно відмінні одна від одної, але взаємодоповнюючі. Незважаючи на те, що маскулінність і фемінінність повинні були оцінюватися однаково, жрицям і жерцям було відведено жорстко гендерні гетеронормативні ролі» .

#### Гарднерівська Вікка
Джеральд Гарднер, засновник Гарднеріанської Вікки, особливо підкреслював гетеросексуальні підходи до Вікки. Ця практика може походити від тексту Гарднера (нібито цитує відьму, але, можливо, його власні слова): Відьми кажуть мені: "Закон завжди був таким, що влада повинна передаватися від чоловіка до жінки або від жінки до чоловіка, єдиний виняток - коли мати посвячує свою дочку або батько свого сина, тому що вони є частиною самих себе" (причина в тому, що між людьми, які проходять обряд разом, може виникнути велика любов). Далі вони кажуть: "Тамплієри порушили це вікове правило і передали владу від людини до людини: це призвело до гріха і, таким чином, спричинило їхнє падіння"... З цієї причини, кажуть вони, богиня суворо заборонила чоловікові бути посвяченим чоловіком або працювати з чоловіком, а жінці - бути посвяченою жінкою або працювати з жінкою, єдиним винятком є те, що батько може посвятити свого сина, а мати - свою дочку, як було сказано вище; і прокляття богині може бути на кожному, хто порушить цей закон". Джеральд Гарднер, "Чаклунство сьогодні" (1954)
Гарднера звинуватила в гомофобії Лоїс Борн, одна з верховних жриць шабашу Брікет-Вуд: «Джеральд був гомофобом. Він відчував глибоку ненависть і огиду до гомосексуальності, яку він вважав огидним збоченням і кричущим порушенням природного закону... «Немає відьом-гомосексуалів, і неможливо бути гомосексуалом і відьмою», — майже кричав Джеральд. З ним ніхто не сперечався».
Проте легітимність гомофобії Гарднера, за чутками, є спірною, оскільки Гарднер продемонстрував набагато більше доказів відкритого та сприйнятливого ставлення до практик у своїх творах, які не характеризували б ненавистю чи фобією, які були поширеними у 1950-х роках: ...Крім того, хоча ідеал відьми полягає в тому, щоб створити ідеальні пари людей, які ідеально підходять одне одному, сьогодні це не завжди можливо; правильні пари йдуть разом, а решта йдуть поодинці і роблять, як можуть. Сьогодні чаклунство – це здебільшого випадок «зробити все».

#### Олександрійська Вікка
Алекс Сандерс, співзасновник Гарднеріанського відгалуження Alexandrian Wicca, пізніше в житті відкрився як бісексуал і створив нові ритуали, у яких сексуальна орієнтація не мала значення. Проте значна частина александрійських вірувань стосується гетеросексуального розмноження, що найкраще висловила його дружина та співзасновник Максін Сандерс, яка, як відомо, наголошує на концепції полярності між чоловіками та жінками та факті, що александрійська Вікка є релігією народжуваності. Вона також висловила занепокоєння належним функціонуванням трансгендерів (іменованих «трансвеститами») в рамках шабашу, сказавши, що краще подивитися на інші традиції, які їм більше підходять. «Ці люди», як вона сказала, «вони не щасливі люди».

#### Феміністична/Богинецентрична Вікка

Символ Діанічної Вікки — вписаний пентакль у поєднанні з символом Триликої Богині.

У 1970-х роках фемінізм другої хвилі та сучасне язичництво виникли одночасно. Шляхи Вікки, які виникли в цей період, - це, перш за все традиції відновлення та Діаніки. Жанна Будапешт, творчиня Діанічної Вікки, започаткувала шлях як традицію шанування Богині лише для жінок, тоді як сучасні похідні секти не можуть виключати її на основі статі.  Протягом цього часу гетеросексуальні та лесбійські феміністки також вступали в конфлікти.
Несумісність між традицією Діаніки Жанни Будапешт та трансгендерними язичниками найбільше відбилася в язичницькій спільноті США після інциденту PantheaCon 2011, про який є розповіді, що відрізняються залежно від ідеологічної та теологічної фракції, в яких два Діанічні ковени проводили ритуали (ритуал зцілення від мізогінії, зосереджуючись на Ліліт, на чолі з племенем жриць Амазонки та ритуал небесних одягів для жертв сексуального насильства, щоб зцілитися від травм, організований Coven-As-You-Are (CAYA), у якому транс-жінки нібито були виключені).
Після інциденту Будапешт та інші відомі Данікіні висловилися на підтримку виключення транссексуалів; Будапешт, зокрема, сказала: «Іноді потрібно мати у твоєму житті утробу, і яєчники, які менструюють і не вмирають", тоді як загалом прихильники Діаніки захищали виключення транссексуалів, тоді як представники ЛГБТК та їхні союзники стверджували, що виключення є трансфобним, формою ексклюзивного фемінізму. У 2012 році, через рік після події, плем’я жриць Амазонки «відійшло» від діанічної традиції Жанни Будапешт, CAYA Coven почав проводити інклюзивні ритуали та висвячувати священиків (чоловіків) і священиків (небінарних), а також сам PantheaCon почали наказувати одночасні інклюзивні ритуали для будь-яких ексклюзивних.
Зберігаючи свої позиції, Будапешт відтоді впала у немилість для більшої частини язичницької спільноти США, а сучасні транс-приймаючі діаніки (не дотримуються традиційної літургії Будапешт) намагаються уникнути тіні засновниці традиції. Діаніки в цілому зараз часто розглядаються як трансексклюзивні радикальні феміністки, тоді як раніше їх вважали прогресивними.

### Язичництво

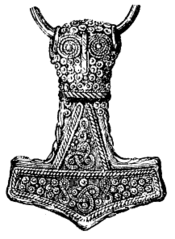
Mjölnir, молот скандинавського бога Тора, загальний символ і прикраса язичницьких практиків

Язичництво, неоязичництво, що походить від історичних скандинавських і германських язичницьких вірувань, як правило, є більш ідеологічно консервативнішим, ніж більшість неоязичницьких традицій, коли йдеться про гендерні ролі. Деякі язичницькі організації, такі як The Troth і Declaration 127, спеціально засудили багато з цих поглядів. Опитування 2015 року виявило більшу кількість язичників, які підтримують універсалістські ідеї, ніж етнічні.

#### Норвезька специфіка
Практика seiðr, скандинавського типу шаманського чаклунства, традиційно вважається магічною практикою лише для жінок, що вимагає відкритості, яка проводить паралелі з сексуально сприйнятливою жіночою роллю, яку можна знайти в інших неоязичницьких віруваннях. Практикуючі нежінки іноді зазнають гомофобних чи жіночих домагань, зокрема звинувачення в ергі, слабкому чи вихолощеному стані . Примітний нежіночий приклад сейр можна знайти в ісландських сагах патріарха-бог Одін. У сазі про Інглінга (бл. 1225), написаній ісландським поетом Сноррі Стурлусоном, стверджується, що сейр спочатку був практикою серед ванірів, але Фрейя представила його есірам, коли приєдналася до них. Виходячи з цього, універсалісти-практики вважають гендерні обмеження на seiðr упередженою практикою, яка руйнує аспекти скандинавської літургії.

#### Расове язичництво
Німецький окультизм і неоязичництво виникли на початку ХХ ст. та стали впливовими з віруваннями, такими як аріософія, поєднуючись із ультраправим рухом Völkisch, який зрештою вилився у нацизм. Продовження подібних вірувань після Другої світової війни призвело до появи Wotansvolk, білого націоналістичного неоязичницького руху, наприкінці ХХ століття.
Сучасний білий супрематизм і неонацизм з усіма расистськими, антисемітськими та анти-ЛГБТК переконаннями цих ідеологій або продовжили, проникли та прийняли багато германських і скандинавських язичницьких традицій, таких як Ásatru (іноді званий Одінізм). Ці групи вважають, що скандинавсько-германські вірування утворюють справжню кавказько-європейську етнорелігійну групу.
У своєму маніфесті 1997 року Варгсмол, норвезький метал-музикант і расовий язичник Варг Вікернес, стверджував, що гомосексуальність є типом «духовних дефектів», що є результатом того, що чоловіки "розвивають жіночі інстинкти", а жінки "думають, що вони чоловіки", але вважав жіночу бісексуальність "природною", якщо вона не відкидає потяг до чоловіків. У 2005 році Вікернес заявив на своєму особистому вебсайті, що «не можна бути язичником і гомосексуалом або навіть терпіти гомосексуальність».

## ЛГБТК інклюзивні шляхи та традиції

Символ, що представляє язичницьке гендерне розмаїття, поєднує пентаграму з різними гендерними символами

### Вікка
Нові вікканські традиції часто уникають або ігнорують історичну огиду до ЛГБТК осіб. Оболер відзначає зміни в неоязичницькій культурі таким чином: «Хоча символічна основа Вікки та сучасного язичництва є сильною гендерною сутністю, язичницька спільнота, як і культура в цілому, відходить від цієї позиції». У цих традиціях іноді цитується Вікканське доручення Богині, яке говорить: «Усі акти любові та насолоди є Моїми ритуалами». Професорка Мелісса Гаррінгтон написала, що, незважаючи на те, що традиційна Вікка демонструє гетеросексизм, «у міру розвитку Вікки та залучення гомо-практиків вони почали шукати способи, за допомогою яких обряди Вікки можуть стати для них більш значущими».
За словами професорки та авторки Вікки Енн-Марі Галлагер, «існує моралізаторська доктрина або догма, окрім порад, запропонованих у Вікканській Реді»... Єдиний «закон» тут — любов... Важливо, чи ми геї, гетеросексуали, бісексуали чи трансгендери – фізичний світ є священним, і [ми] прославляємо нашу фізичність, сексуальність, людську природу та прославляємо Богиню, Дарительку ВСЬОГО життя та душі ВСІєЇ природи».
Язичницька федерація Канади заявила: «Протягом останніх кількох десятиліть багато людей вважали, що наголос на полярності чоловік/жінка у Віцці виключає гомосексуалів». Однак Федерація продовжує доводити достовірність ЛГБТК-орієнтацій навіть у традиційній Віцці, припускаючи, що геї та лесбійки, ймовірно, особливо живо сприймають взаємодію чоловічого та жіночого принципів у Всесвіті.
Прийняття символіки рогу нечоловіками на певних язичницьких заходах, таких як Мері Джо Нейц, свідком якої була на Фестивалі драконів у 1990-х роках, може свідчити про збільшення сприйняття гендерної мінливості та сексуального розмаїття.

### Квір-специфічні шляхи

#### Фері
Традиція Фері, сучасна форма традиційного відьмовства, стала домом для багатьох неоязичницьких ЛГБТК осіб. Традиція дуже відкрита до негетеросексуальної орієнтації та квір-ідентичності.  Практик Фері Сторм Феєровлф пише:
«Як може засвідчити будь-який квір-практик, існує певна нестача квір-специфічних моделей, які заохочують до зміцнення нас самих як цілісних істот. У багатьох неоязичницьких традиціях чаклунства нам кажуть просто прийняти існуючі (і гетеросексистські) магічні модальності полярності та родючості. У традиції Фері нам даються певні інструменти, які дозволяють нам мати здоровіші стосунки з нашою Божественною природою, позбавлені будь-якого подібного багажу».

#### Мінойська Вікка
Дві мінойські традиції були засновані в Нью-Йорку в 1970-х роках. Мінойські ініціації та підвищення проводяться в одностатевих колах. Обидві традиції зберігаються донині як зв’язані клятвою таємничі релігії ініціації, використовуючи ритуальну структуру, що походить від Гарднеріанської Вікки.
- Мінойське Братство засноване в 1975 році Едмундом Бучинським[en], старійшиною Гарднеріанської, WICA та Нью-Йоркської валлійської традиції, щоб створити традицію для геїв і бісексуалів, яка б святкувала та досліджувала відмінні таємниці, унікальні для чоловіків, які люблять чоловіків..[48][49][50]
- Мінойське сестринство, засноване в 1976 році леді Реєю[en] та леді Мів-Сехмет у співпраці з Бучинським, як жіночий аналог Братства.[48]

#### Братерство Фенікс
Братерство Фенікса було засновано влітку 2004 року сімома геями з різних традицій, таких як церемоніальна магія, шаманізм і догарднерівське чаклунство, щоб створити екуменічну неоязичницьку традицію, яка служить спільноті чоловіки, які люблять чоловіків. Максима Товариства: «Знайдіть Божественне у своєму власному досвіді». У 2017 році Храм у Сіетлі розпочав реформу всередині групи, щоб розширити традицію бути «відкритою для всіх квір/LBGTQIA дорослих», яка була прийнята скрізь. Теологія товариства була змінена, щоб відповідати розширеній інклюзивній моделі.

#### Радикальні Фейріс
Radical Faeries виникли в 1970-х роках як рух, орієнтований переважно на чоловіків-геїв. Сьогодні The Faeries — це всесвітня мережа та контркультурний рух, що має слабкі зв’язки, які прагнуть переосмислити квір - свідомість через світську духовність ; рух також приймає елементи анархізму та екологізму. Певні заходи можуть бути зосереджені на духовності чоловіків-геїв, тоді як інші відкриті для будь-якої статі та орієнтації.

### Світські, міжконфесійні та інтерсекційні

#### Натуралістичні, Наукові і гуманісти
Наукові пантеїсти, гуманісти чи атеоязичники, а також інші, хто практикує форми релігійного натуралізму, часто сприяють інтеграції ЛГБТК+ і борються з історичним фанатизмом. 

#### Унітарний універсалізм
Асоціація унітарних універсалістів  заявляє, що «ми не лише відкриваємо двері для людей будь-якої сексуальної орієнтації та гендерної ідентичності, ми цінуємо різноманітність сексуальності та статі та розглядаємо це як духовний дар». Угода унітарних універсалістських язичників , язичницька філія СУА, повторює ці вірування статутом, згідно з яким державне членство в угоді «має бути відкритим, незалежно від раси, кольору шкіри, статі, любовної чи сексуальної орієнтації, гендерного вираження, фізична вада, національне походження чи соціальний стан».

## Читайте також
- Oswald, Ramona Faith (2003). Lesbian rites : symbolic acts and the power of community. New York: Harrington Park Press. ISBN 1-56023-314-1. OCLC 51059035. Архів оригіналу за 27 червня 2021. Процитовано 27 червня 2021.
- Conner, Randy P. (1993). Blossom of bone : reclaiming the connections between homoeroticism and the sacred (вид. 1st). San Francisco: HarperSanFrancisco. ISBN 0-06-250903-9. OCLC 27816057. Архів оригіналу за 27 червня 2021. Процитовано 27 червня 2021.
- Conner, Randy P.; Sparks, David Hatfield; Sparks, Mariya (1998). Cassell's encyclopedia of queer myth, symbol, and spirit : gay, lesbian, bisexual, and transgender lore. London: Cassell. ISBN 0-304-70423-7. OCLC 39052137. Архів оригіналу за 27 червня 2021. Процитовано 27 червня 2021.
- Evans, Arthur (2018). The Evans Symposium : witchcraft and the gay counterculture & Moon Lady rising (вид. 40th anniversary). New York: White Crane Books. ISBN 978-1-7322844-0-1. OCLC 1105706356. Архів оригіналу за 27 червня 2021. Процитовано 27 червня 2021.
- Ford, Michael Thomas (2005). The path of the green man : gay men, Wicca, and living a magical life. New York: Citadel. ISBN 978-0-7394-5784-9. OCLC 69180642. Архів оригіналу за 27 червня 2021. Процитовано 27 червня 2021.

### Самвидавні джерела
- Thompson, Sarah; Pond, Gina; Tanner, Philip; Omphalos, Calyxa; Polanshek, Jacobo, ред. (2012). Gender and transgender in modern Paganism (PDF) (вид. 1st). Cupertino, CA: Lulu. ISBN 978-1-105-43378-8. OCLC 939784216. Архів оригіналу за 27 червня 2021. Процитовано 27 червня 2021.
- Van Cleve, Jan (11 лютого 2008). Dianic Wicca. WitchVox. Архів оригіналу за 24 січня 2020. Процитовано 11 вересня 2019.
- Nox, Celestine (10 липня 2017). Paganism and Asexuality. Архів оригіналу за 28 лютого 2020. Процитовано 28 лютого 2020.
- Wixom, Sixx (18 липня 2014). Paganism, Asexuality, and the Creative Force. Архів оригіналу за 28 лютого 2020. Процитовано 28 лютого 2020.
- DuBhran, Kit (11 травня 2015). Asexuality in Paganism. Архів оригіналу за 28 лютого 2020. Процитовано 28 лютого 2020.
- Van Cleve, Janice (27 січня 2008). Gender and Paganism. WitchVox. Архів оригіналу за 24 січня 2020. Процитовано 11 вересня 2019.
- Mark Green (9 листопада 2018). Inclusiveness Starts with Your Ideas. Atheopaganism: an Earth-honoring religious path rooted in science. Архів оригіналу за 9 грудня 2019. Процитовано 9 грудня 2019.
- Lupa Greenwolf & Jon Cleland Host (31 серпня 2016). Honoring our Ancestors: Racism Rears its head. Humanistic Paganism. Архів оригіналу за 9 грудня 2019. Процитовано 9 грудня 2019.
- Sable Aradia (5 липня 2015). Transphobia is Anti-Feminist. Humanistic Paganism. Архів оригіналу за 9 грудня 2019. Процитовано 9 грудня 2019.
- Gods and Radicals (6 квітня 2016). Rainbow Heathenry: Is a Left-Wing, Multicultural Asatru Possible?. GODS & RADICALS (англ.). Архів оригіналу за 17 січня 2020. Процитовано 11 грудня 2019.

## Зовнішні посилання
- Divinity Beyond the Gender Binary
- Fellowship of the Phoenix
- Minoan Brotherhood